# Povestea lui Buddy Holly
Povestea lui Buddy Holly (titlul original: în engleză The Buddy Holly Story) este un film biografic american, realizat în 1978 de regizorul Steve Rash, după biografia Buddy Holly: His Life and Music a scriitorului John Goldrosen, care redă ultimi trei ani ai cântărețului Buddy Holly, jucat de Gary Busey. 

## Distribuție
- Gary Busey – Buddy Holly
- Don Stroud – Jesse
- Charles Martin Smith – Ray Bob
- Conrad Janis – Ross Turner
- William Jordan – Riley
- Maria Richwine – Maria Elena
- Amy Johnston  – Cindy Lou
- Dick O’Neill – Sol Gittler
- Fred Travalena – Madman Mancuso
- Neva Patterson – doamna Holly
- Arch Johnson – domnul Holly
- John F. Goff – T.J.
- Gloria Irizarry – doamna Santiago
- Paul Mooney – Sam Cooke
- Gailard Sartain – The Big Bopper
- Craig White – King Curtis
- Jerry Zaremba – Eddie Cochran
- Gilbert Melgar – Ritchie Valens

## Premii și nominalizări
- 1979 Premiul Oscar pentru cea mai bună coloană sonoră și două nominalizări: cel mai bun actor și cel mai bun mixaj sonor
- nominalizare la Globul de Aur pentru cel mai bun actor lui Gary Busey
- Premiul Los Angeles Film Critics Association Awards pentru cel mai bun actor debutant în 1980;
- Premiu al National Society of Film Critics Award pentru cel mai bun actor lui Gary Busey